# Myristoylation

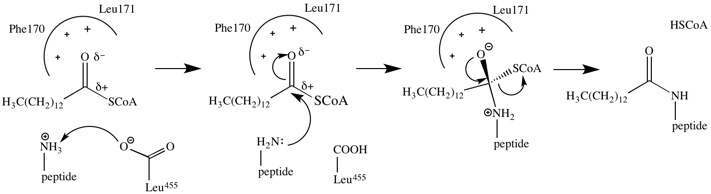
Mécanisme de la myristoylation

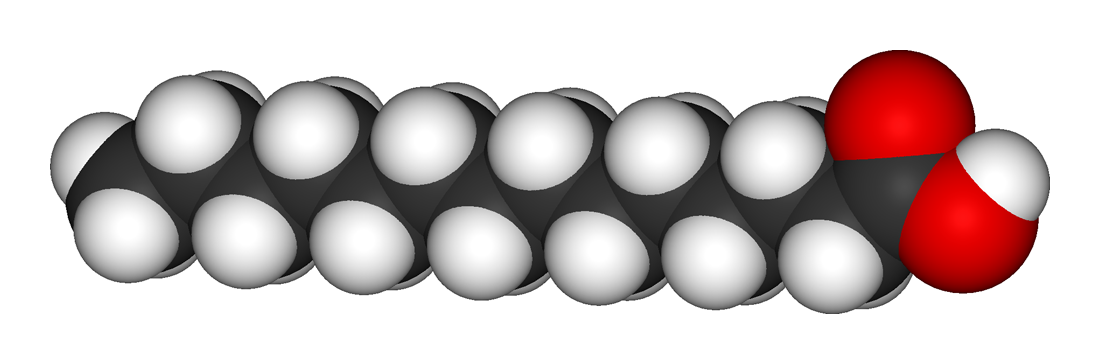
Acide myristique (ou acide tétradécanoïque)

L'association de la fonction acide carboxylique (COOH) d'un acide myristique (acide gras à 14 carbones) et d'un groupement amine forme une liaison amide au niveau N-terminal d'un acide aminé glycine. Elle permet la fixation d'une protéine sur la face intracellulaire de la membrane plasmique d'une cellule.
C'est une modification post-traductionelle qui s'effectue dans le réticulum endoplasmique rugueux. Cette réaction est irréversible. Il est possible d'observer cela pour les protéines de l'enveloppe du virus VIH.